# Чемпіонат світу з трекових велоперегонів 2015 — командний спринт (чоловіки)
Змагання з командного спринту серед чоловіків на Чемпіонаті світу з трекових велоперегонів 2015 відбулись 18 лютого 2015.

## Результати

### Кваліфікація
Кваліфікація розпочалась о 20:20.
| Місце | Ім'я                                               | Країна          | Час    | Примітки |
| ----- | -------------------------------------------------- | --------------- | ------ | -------- |
| 1     | Едвард Докінс Етан Мітчелл Сем Вебстер             | Нова Зеландія   | 42.892 | Q        |
| 2     | Грегорі Боже Мікаель Д'Алмейда Кевен Сіро          | Франція         | 43.072 | Q        |
| 3     | Йоахім Айлерс Рене Ендерс Роберт Ферстеманн        | Німеччина       | 43.136 | q        |
| 4     | Денис Дмітрієв Микита Шуршин Павло Якушевський     | Росія           | 43.317 | q        |
| 5     | Маттейс Бюхлі Уго Хаак Джефрі Хогланд              | Нідерланди      | 43.326 |          |
| 6     | Метью Ґлетцер Натан Гарт Шейн Перкінс              | Австралія       | 43.379 |          |
| 7     | Кшиштоф Максель Рафал Сарнецький Даміан Желінський | Польща          | 43.481 |          |
| 8     | Філіп Гіндс Джейсон Кенні Каллем Скіннер           | Велика Британія | 43.808 |          |
| 9     | Ерсоні Канелон Сесар Маркано Анхель Пульгар        | Венесуела       | 43.982 |          |
| 10    | Ім Чхе Пін Кан Тон Чін Сон Че Йон                  | Південна Корея  | 44.149 |          |
| 11    | Кадзукі Амагай Сеїтіро Накаґава Кадзунарі Ватанабе | Японія          | 44.190 |          |
| 12    | Бао Сайфей Ху Ке Сюй Чао                           | Китай           | 44.253 |          |
| 13    | Х'юго Барретт Еван Кейрі Джозеф Велос              | Канада          | 44.428 |          |
| 14    | Серхіо Альяга Хосе Морено Хуан Перальта            | Іспанія         | 44.835 |          |
| 15    | Флавіо Сіпріано Касіо Фрейтас Уго Остеті           | Бразилія        | 44.849 |          |
| 16    | Рубен Мурільйо Андерсон Парра Хуліан Суарес        | Колумбія        | 44.865 |          |

### Фінали
Фінали розпочались о 21:35.
| Місце                    | Ім'я                                           | Країна        | Час        | Примітки |
| ------------------------ | ---------------------------------------------- | ------------- | ---------- | -------- |
| Заїзд за золоту медаль   |                                                |               |            |          |
| 1                        | Грегорі Боже Мікаель Д'Алмейда Кевен Сіро      | Франція       | 43.136     |          |
| 2                        | Едвард Докінс Етан Мітчелл Сем Вебстер         | Нова Зеландія | REL 42.808 |          |
| Заїзд за бронзову медаль |                                                |               |            |          |
| 3                        | Йоахім Айлерс Рене Ендерс Роберт Ферстеманн    | Німеччина     | 43.339     |          |
| 4                        | Денис Дмітрієв Микита Шуршин Павло Якушевський | Росія         | 43.468     |          |